# جوناثان كلارك (قسيس)
جوناثان كلارك (بالإنجليزية: Jonathan Clark)‏ هو قسيس بريطاني، ولد في 13 فبراير 1961.